# José Jorge González
José Jorge González Silva (Montevideo, 27 de junio de 1944 - Montevideo, 2 de mayo de 1991), más conocido como el Negro González, fue un futbolista uruguayo que se desempeñó como marcador lateral por la derecha.
Posee los récords de ser el extranjero con más partidos jugados en la Primera División de Argentina y el jugador con más presencias en la historia del Club Atlético Rosario Central.

## Biografía
Dio sus primeros pasos en Racing Club de Montevideo, en 1963. Sus buenas actuaciones le dieron la oportunidad de jugar para la Selección de Uruguay sub-23 que disputó el Preolímpico de 1964. A fines de 1965 se rumoreaba fuertemente su traspaso a Peñarol, pero finalmente éste se frustró, siendo transferido a Rosario Central. Llegó al cuadro rosarino recomendado por el entrenador del Racing montevideano, el ídolo canalla Rubén Bravo. 
Su primer partido fue el 21 de enero de 1966, en un encuentro amistoso ante Rapid Viena, en la inauguración del sistema lumínico del estadio de Arroyito. Su debut oficial fue en la primera fecha del Campeonato de 1966 ante River Plate, con victoria de Central por 1 a 0. El D.T. auriazul era Manuel Giúdice.
Jugó sus primeros partidos marcando punta izquierda, hasta que por consejo del entonces entrenador de reserva José María Casullo pasó a jugar definitivamente como marcador de punta derecha.
Rápidamente se afianzó en el puesto, mostrando gran regularidad en su rendimiento y jugando en la mayoría de los partidos de su club. Coincidió su llegada con un repunte en el rendimiento canalla en los torneos de AFA, presentando equipos competitivos que peleaban habitualmente por el título.
Para 1970 se encontraba ya convertido en baluarte del primer equipo centralista; su sobriedad en la marca sumada a su gambeta y gran despliegue para atacar por el sector derecho lo transformaron en un futbolista irremplazable. Formó por ese sector de la cancha una gran sociedad con Aldo Poy y Ramón Bóveda. En ese año se coronó subcampeón del Nacional, cayendo en polémica final ante Boca Juniors. Consiguió de esta manera clasificar a Central a la Copa Libertadores 1971, primera participación canalla en un torneo internacional oficial.
En 1971 logró coronarse como campeón de Primera División de Argentina, al obtener el título del Nacional. Su participación en la semifinal del torneo fue fundamental; Central se cruzó con Newell's Old Boys en dicha instancia, en partido disputado en el estadio de River Plate, designado como terreno neutral. González envió desde el sector derecho del ataque centralista el centro preciso a media altura para que Aldo Poy conectara de palomita y consiguiera el único tanto del partido y la consiguiente clasificación a la final; tres días después Central se coronaó campeón de Primera División por primera vez en su historia al derrotar a San Lorenzo de Almagro 2-1, con el Bili presente como titular.
Continuando con su gran nivel de juego, volvió a coronarse en el Nacional 1973, con el equipo dirigido por Carlos Timoteo Griguol. Disputó los 18 encuentros de su equipo en la competencia. En 1974 fue subcampeón de los dos torneos del año (Metropolitano y Nacional).
A la par de los buenos rendimientos en el plano local, González continuó sumando experiencia en competencias internacionales. En la Copa Libertadores 1974, Central mostró un gran rendimiento durante la primera fase, aunque debió jugar un partido desempate ante Huracán. En extraña decisión, el árbitro Alberto Ducatelli expulsó a González al minuto de juego; el encuentro finalizó con victoria de Huracán. En 1975 se repitieron la buena actuación auriazul y el partido desempate, esta vez ante Newell's; Central salió airoso de dicho encuentro al ganar 1-0 con gol de Mario Kempes y con el Negro como titular. Luego quedaría eliminado en el triangular semifinal, no pudiendo acceder a los encuentros decisivos por diferencia de gol ante la igualdad de puntos con Independiente (clasificado) y Cruzeiro.
A pesar de la renovación de los planteles canallas, nutriéndose principalmente de valores juveniles, González continuó como titular indiscutible y puntal del equipo en los años siguientes. Dejó el club al finalizar el Metropolitano 1978, buscando un cambio de aire y sobre todo menor presión, ya que el equipo por entonces dirigido nuevamente por Griguol pasaba gran cantidad de días concentrado. Su último partido fue ante Independiente el 22 de octubre de 1978, con victoria centralista 3-1.

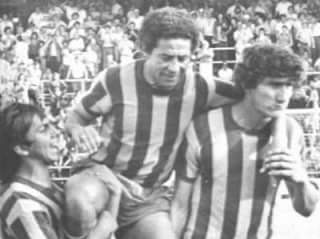
En el día de su último partido en Central, González es llevado en andas por el Chiquilín García y Edgardo Bauza.

José Jorge González es el futbolista que mayor cantidad de partidos vistió la casaca de Rosario Central. Acumuló 521 partidos en toda competencia, marcando 10 goles, con la particularidad que su equipo nunca perdió cuando él anotó. Ostenta también la marca de ser el jugador con más presencias en el clásico rosarino: disputó 41 partidos frente a Newell's (37 por campeonatos de Primera División, 2 por Copa Argentina y 2 por Copa Libertadores), con 14 triunfos, 21 empates y 6 derrotas. Obtuvo dos títulos de liga y tres subcampeonatos con el cuadro auriazul.
Prosiguió su carrera en Vélez Sarsfield, club en él jugó 80 partidos. Fue subcampeón del Metropolitano 1979 y disputó la Copa Libertadores 1980, llegando a semifinales. En un encuentro de la primera fase ante River Plate, sufrió un artero codazo por parte del jugador millonario Daniel Passarella.
En 1981 jugó para Gimnasia y Esgrima La Plata en el torneo de Primera B. Retornó a su país un año después, jugando primeramente para River Plate de Montevideo, para luego cerrar su carrera en el mismo club en que la había iniciado: Racing.
Luego de su retiro, algunos problemas personales lo afectaron de manera tal que terminó perdiendo su patrimonio, quedando prácticamente en la miseria y con dificultades con el alcoholismo. Falleció a la temprana edad de 46 años.
El Negro González es con 565 partidos (487 en Rosario Central y 78 en Vélez Sarsfield) el extranjero con mayor cantidad de presencias en la Primera División de Argentina; asimismo, ocupa el 8.° lugar en la tabla general.

## Secuencia de laPalomita
Lanzó el centro en cancha de River en la semifinal del Nacioinal 71 para que de cabeza -lanzandose en "palomita"- Aldo Pedro Poy convierta el único gol del partido con el que Central derrotó a Newell´s en la semifinal del campeonato.

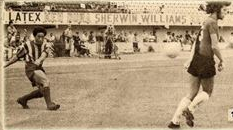
El centro del Negro.
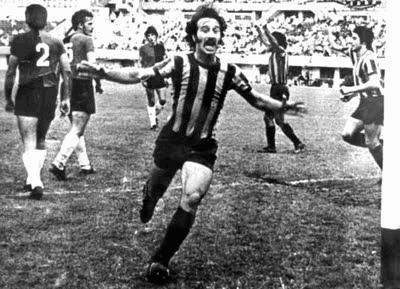
El festejo del gol.

## Clubes
| Club            | País      | Año         |
| --------------- | --------- | ----------- |
| Racing          | Uruguay   | 1963 - 1965 |
| Rosario Central | Argentina | 1966 - 1978 |
| Vélez Sarsfield | Argentina | 1978 - 1980 |
| Gimnasia (LP)   | Argentina | 1981        |
| River Plate     | Uruguay   | 1982        |
| Racing          | Uruguay   | 1983        |

## Selección nacional
González integró el plantel uruguayo que afrontó el Torneo Preolímpico de Lima 1964, clasificatorios para Tokio 1964. Allí, el Bili disputó dos encuentros; su equipo finalizó en el quinto puesto, sin lograr el pasaje a los Olímpicos.
En 1974 vistió la casaca de la Selección Rosarina, que en encuentro amistoso disputado el 17 de abril, venció a la Selección Argentina por 3-1. González marcó el primer gol del encuentro a los 9 minutos de juego.

### Partidos disputados en el Preolímpico 1964
| Fecha | Estadio          | Rival     | Resultado |
| ----- | ---------------- | --------- | --------- |
| 20-05 | Nacional de Lima | Argentina | 1-3       |
| 23-05 | Nacional de Lima | Colombia  | 1-1       |

## Palmarés
| Título           | Club            | País      | Año    |
| ---------------- | --------------- | --------- | ------ |
| Primera División | Rosario Central | Argentina | N-1971 |
| Primera División | Rosario Central | Argentina | N-1973 |

## Estadísticas
Partidos por club
| Equipo                      | País      | Partidos | Goles |
| --------------------------- | --------- | -------- | ----- |
| Racing Club de Montevideo   | Uruguay   | ¿?       | ¿?    |
| Rosario Central             | Argentina | 521      | 10    |
| Vélez Sarsfield             | Argentina | 80       | 0     |
| Gimnasia y Esgrima La Plata | Argentina | 28       | 0     |
| River Plate de Montevideo   | Uruguay   | ¿?       | ¿?    |
| Totales                     |           | 629      | 10    |

### En Rosario Central
Participación por torneos
| Año  | Torneo            | PJ | Goles |
| ---- | ----------------- | -- | ----- |
| 1966 | Primera División  | 30 | 0     |
| 1967 | Metropolitano     | 19 | 0     |
|      | Nacional          | 15 | 0     |
| 1968 | Metropolitano     | 22 | 0     |
|      | Nacional          | 10 | 1     |
| 1969 | Metropolitano     | 22 | 0     |
|      | Reclasificactorio | 12 | 0     |
|      | Copa Argentina    | 3  | 0     |
| 1970 | Metropolitano     | 14 | 0     |
|      | Nacional          | 19 | 0     |
|      | Copa Argentina    | 6  | 0     |
| 1971 | Metropolitano     | 28 | 1     |
|      | Nacional          | 9  | 1     |
|      | Copa Libertadores | 5  | 0     |
| 1972 | Metropolitano     | 23 | 0     |
|      | Nacional          | 12 | 1     |
|      | Copa Libertadores | 4  | 0     |
| 1973 | Metropolitano     | 21 | 1     |
|      | Nacional          | 18 | 0     |
| 1974 | Metropolitano     | 19 | 0     |
|      | Nacional          | 21 | 1     |
|      | Copa Libertadores | 7  | 0     |
| 1975 | Metropolitano     | 23 | 1     |
|      | Nacional          | 20 | 0     |
|      | Copa Libertadores | 9  | 0     |
| 1976 | Metropolitano     | 23 | 0     |
|      | Nacional          | 18 | 0     |
| 1977 | Metropolitano     | 41 | 2     |
|      | Nacional          | 14 | 1     |
| 1978 | Metropolitano     | 34 | 0     |

Goles
| Torneo             | Fecha | Rival                       | Resultado | Goles |
| ------------------ | ----- | --------------------------- | --------- | ----- |
| Nacional 1968      | 10-11 | Lanús (V)                   | 4-1       |       |
| Metropolitano 1971 | 19-09 | Estudiantes de La Plata (L) | 1-1       |       |
| Nacional 1971      | 09-10 | San Martín de Tucumán (L)   | 5-1       |       |
| Nacional 1972      | 22-10 | San Lorenzo MdP (L)         | 5-0       |       |
| Metropolitano 1973 | 08-03 | San Lorenzo de Almagro (V)  | 2-2       |       |
| Nacional 1974      | 25-08 | Belgrano de Córdoba (L)     | 3-0       |       |
| Metropolitano 1975 | 22-06 | All Boys (V)                | 3-2       |       |
| Metropolitano 1977 | 06-03 | Independiente (L)           | 2-2       |       |
|                    | 04-05 | Quilmes (L)                 | 2-0       |       |
| Nacional 1977      | 07-12 | Estudiantes de La Plata (L) | 2-1       |       |

Por competencia
| Competencia                   | Partidos | Goles |
| ----------------------------- | -------- | ----- |
| Primera División de Argentina | 487      | 10    |
| Copa Argentina                | 9        | 0     |
| Copa Libertadores             | 25       | 0     |
| Totales                       | 521      | 10    |

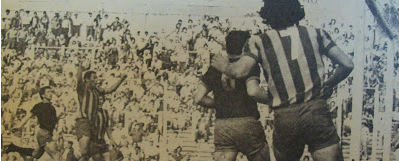
Gol de González ante San Lorenzo de Mar del Plata en 1972. Aparece saltando con los brazos en alto.

Futbolistas con mayor cantidad de partidos en el club
| Futbolista          | Nacionalidad         | Partidos |
| ------------------- | -------------------- | -------- |
| José Jorge González | Bandera de Uruguay   | 521      |
| Alfredo Fógel       | Bandera de Argentina | 423      |
| Omar Palma          | Bandera de Argentina | 389      |

## El tema de Abonizio
En el año 2000 se editó el álbum Música para Canallas, en el que se incluía un candombe dedicado al Negro Gónzalez, compuesto por el cantautor rosarino Adrián Abonizio.